# National Film Registry
National Film Registry er USAs National Film Preservation Boards udvalg af film til konservering i Library of Congress. Bestyrelsen, der er oprettet af National Film Preservation Act i 1988 blev genudpeget af Kongressen i 1992, 1996, 2005 og igen i oktober 2008.
I 1996 skabte loven også non-profit til National Film Preservation Foundation, som støttes af penge fra den private sektor.

## Kriterier for udvælgelse
Filmene som bliver udvalgt skal være mindst 10 år gamle og have en kulturel, historisk eller æstetisk kvalitet for at blive betragtet som en del af den amerikanske filmarv. Der er dog ingen krav til selve formen af filmene, hvilket betyder at alt lige fra spillefilm, kortfilm, reklamefilm, musikvideoer og sågar hjemmeoptagelser kan komme i biblioteket. 